# Hélder Guedes
Hélder Tiago Pinto Moura Guedes (sinh ngày 7 tháng 5 năm 1987) là một cầu thủ bóng đá người Bồ Đào Nha thi đấu cho Al Dhafra ở vị trí tiền đạo.

## Sự nghiệp câu lạc bộ

### Penafiel
Sinh ra ở Penafiel, Guedes dành hầu hết sự nghiệp thi đấu ở câu lạc bộ quê nhà F.C. Penafiel, tại Segunda Liga. Mùa giải 2008–09 anh được cho mượn đến F.C. Paços de Ferreira ở Giải bóng đá vô địch quốc gia Bồ Đào Nha, nhưng sự có mặt của anh chỉ nằm vỏn vẹn trong một trận (30 phút).
Guedes ghi 8 bàn trong 38 trận ở 2013–14, khi Penafiel trở lại giải đấu cao nhất sau thời gian dài vắng bóng. Anh lặp lại kì tích ở mùa giải tiếp theo (ra sân ít hơn 7 trận), và câu lạc bộ lập tức xuống hạng.

### Rio Ave
Ngày 29 tháng 6 năm 2015, Guedes ký bản hợp đồng 3 năm với Rio Ave FC. Anh ghi bàn trong trận ra mắt đội bóng mới, vào sân từ phút thứ 70 trong trận hòa 3–3 trên sân khách trước C.F. Os Belenenses ngày 15 tháng 8.

## Đời sống cá nhân
Bố của Guedes, José, cũng là một cầu thủ bóng đá và là một tiền đạo. Trong 11 năm sự nghiệp, ông ra sân 63 lần ở giải đấu cao nhất, ghi 8 bàn khi đại diện cho 4 đội bóng. Ông mất ngày 16 tháng 4 năm 1997 lúc 34 tuổi, khi con trai của ông mới chỉ 9 tuổi.